# Tidestromia
Tidestromia är ett släkte av amarantväxter. Tidestromia ingår i familjen amarantväxter.
Kladogram enligt Catalogue of Life:
| Tidestromia | \| \| bomullsamarant \| \| \| \| \| \| Tidestromia suffruticosa \| \| \| \| |
|             | \| \| bomullsamarant \| \| \| \| \| \| Tidestromia suffruticosa \| \| \| \| |
|             | bomullsamarant                                                              |
|             |                                                                             |
|             | Tidestromia suffruticosa                                                    |
|             |                                                                             |

## Bildgalleri

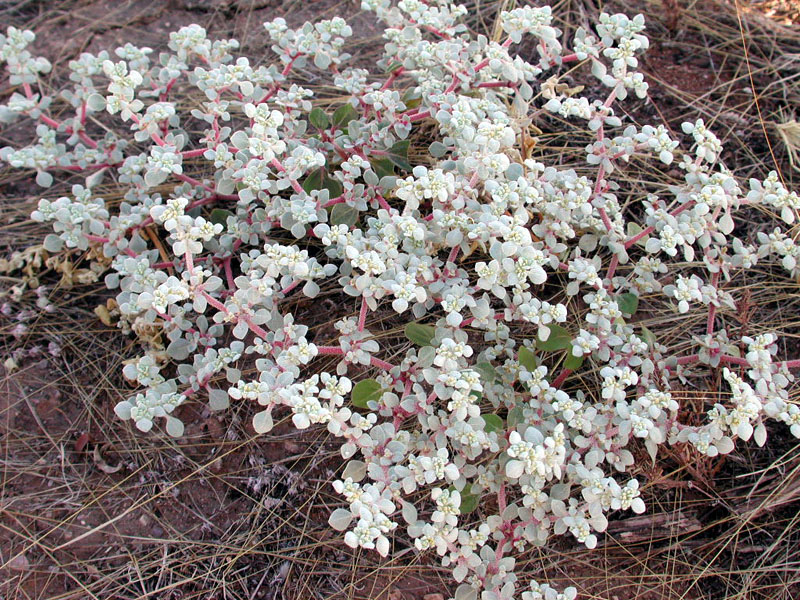
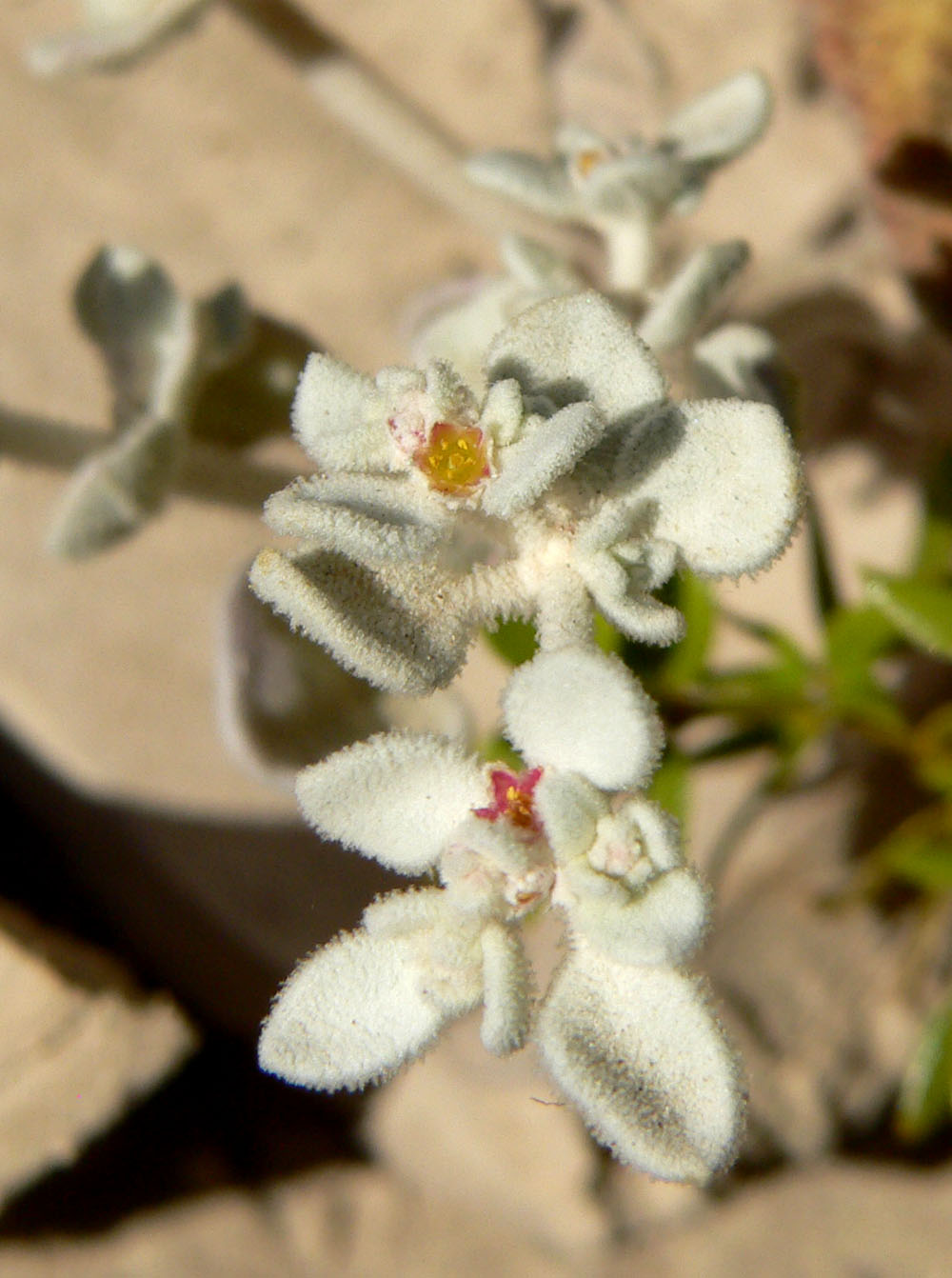